# Wittekindsburg (Minden)

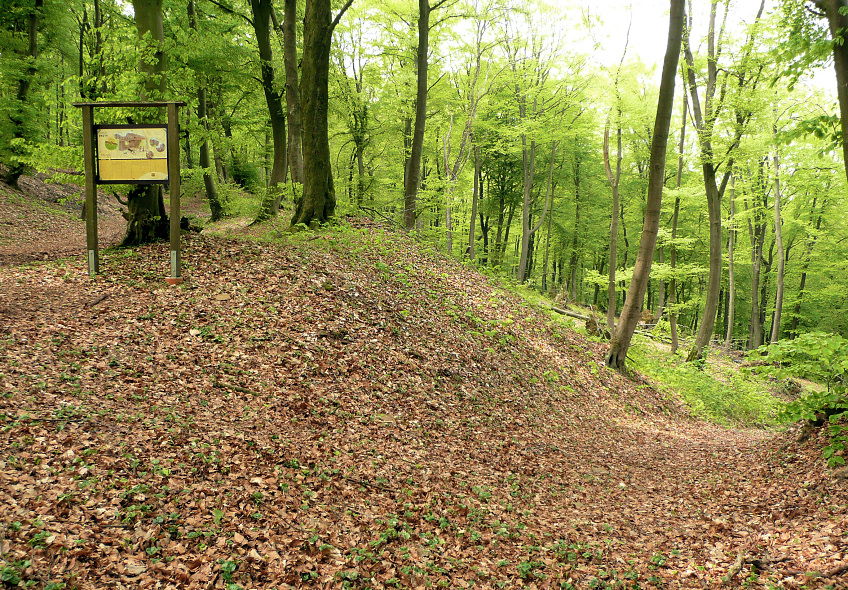
Der Einschnitt des Häverstädter Tors in die Wallanlage mit Hinweisschild

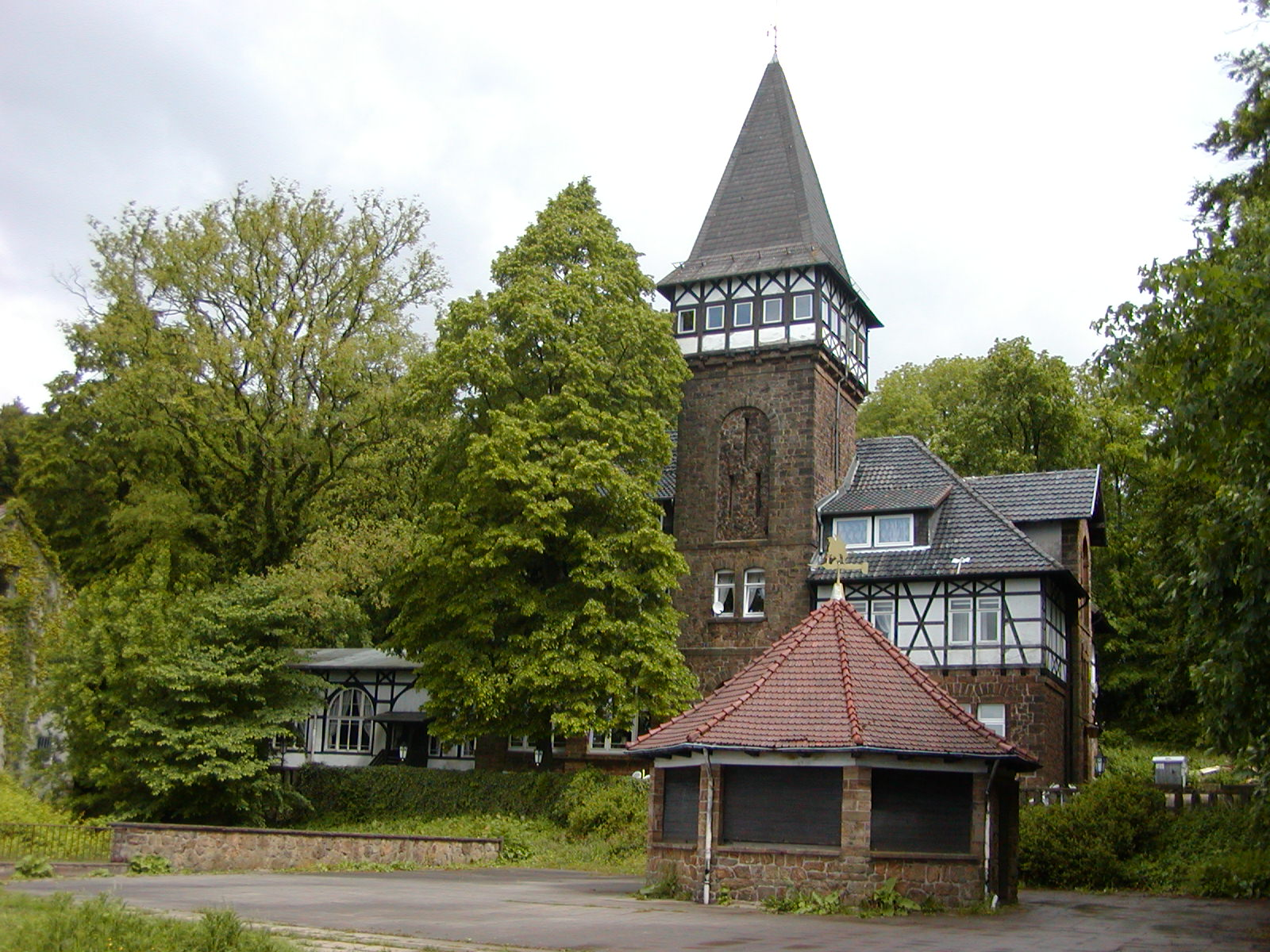
Die burgähnliche und 1896 innerhalb der Wallburg errichtete Ausflugsgaststätte

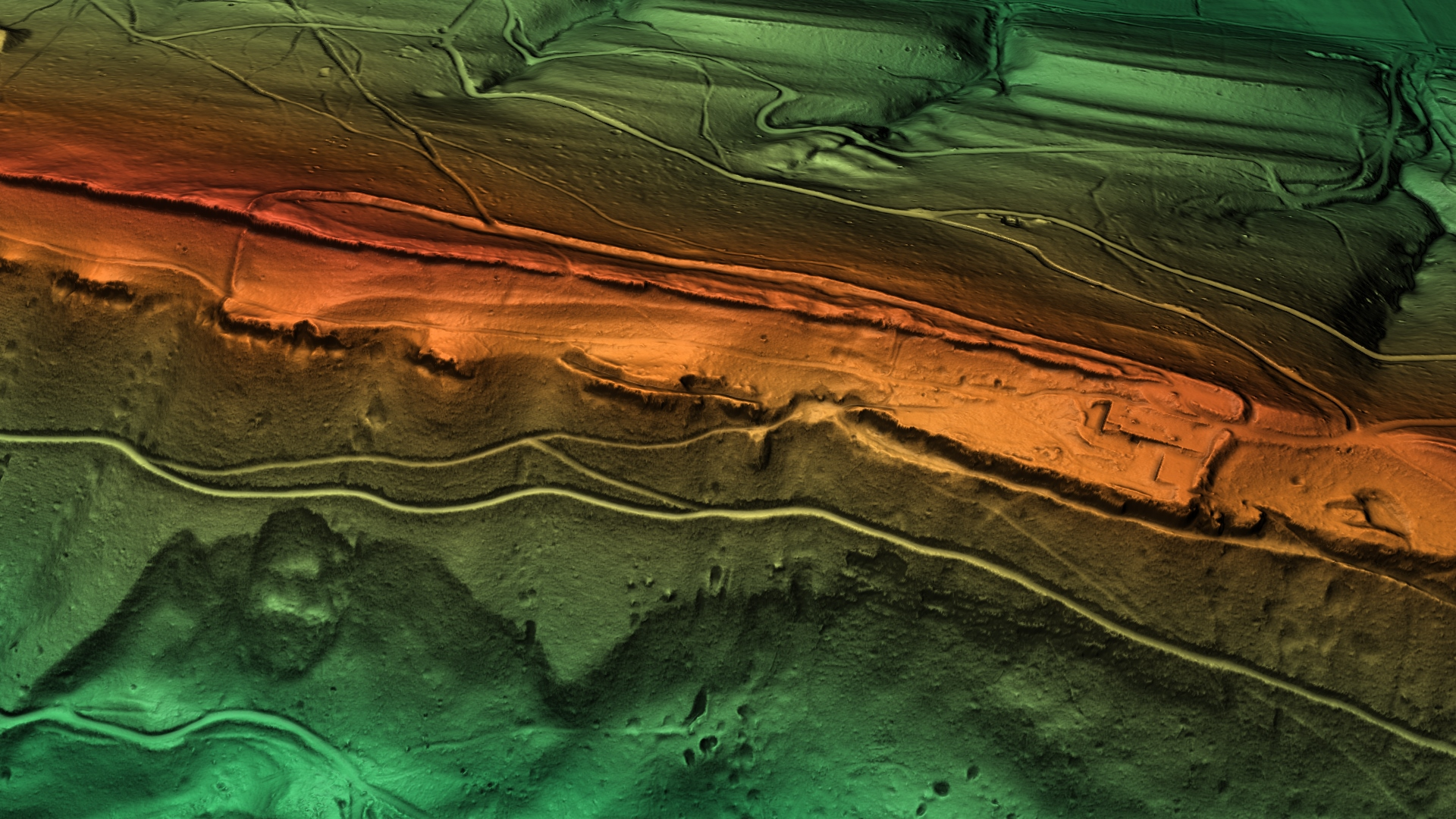
3D-Ansicht des digitalen Geländemodells

Die Wittekindsburg ist eine Fliehburg im östlichen Wiehengebirge in Nordrhein-Westfalen. Die lang gestreckte Höhenburg liegt im Übergangsbereich zwischen dem Häverstädter Berg und dem Wittekindsberg in einer Höhe von etwa 225 m ü. NN bis 270 m ü. NN.
Das rund acht Hektar große Areal der Wittekindsburg befindet sich im ostwestfälischen Kreis Minden-Lübbecke. Es gehört zu den Stadtgebieten von Minden (Gemarkung Häverstädt) und Porta Westfalica (Gemarkung Barkhausen); die Gemeindegrenze verläuft entlang des Gebirgskamms ungefähr mittig durch die Anlage.

## Beschreibung
Die Befestigungsanlage ist etwa 660 Meter lang und rund 100 Meter breit. Ost- und Nordwall sind zum Teil noch gut erhalten. Der Nordwall liegt hinter der hier den Gebirgskamm bildenden Kalksandsteinklippe. Da zum Süden hin der steile Bergabfall ausreichend Schutz bot, war die Burg hier nur schwach befestigt. In der Anlage befindet sich die Wittekindsquelle, die 1938 versiegte, da die unterirdischen wasserführenden Schichten durch den Eisenerzbergbau unterbrochen wurden. Ein Mundloch zeugt noch immer vom vergangenen Bergbau. Die Anlage am Königsberg in Häverstädt hatte hier ihr östliches Ende.
Heute liegen in der Anlage das Café und Restaurant Wittekindsburg, das an seinem spitzen Turm schon von weitem auch vom Tal aus zu erkennen ist, die im romanischen Stil erbaute Margarethenkapelle, die Kreuzkirche und die versiegte Wittekindsquelle, die Königslinde, ein in den 1950er Jahren gebautes Übernachtungsgebäude, Reste eines Sportplatzes, sowie eine Startrampe für Drachenflieger. Die Gesamtanlage wird von dem Kammweg auf dem Wiehengebirge, dem Wittekindsweg berührt und kann vom Kaiser-Wilhelm-Denkmal in einer halben Stunde erwandert werden.

## Geschichte

### Eisenzeitliche Gründung
Die Erbauungsphase der Wittekindsburg liegt wie die der nahegelegenen Dehmer Burg und des Nammer Lagers ebenfalls in der vorrömischen Eisenzeit. Das dreimal größere und 25 Hektar umfassende Nammer Lager befindet sich im gegenüberliegenden Wesergebirge. Die drei für diese Zeit typischen Höhenbefestigungen sind nur zwei Kilometer von dem Weserdurchbruch Porta-Westfalica entfernt und wurden als Fliehburgen genutzt. Es wird angenommen, dass sie zumindest zeitweise auch der Kontrolle eines überregionalen Schnittpunktes der damaligen Handelswege dienten.

### Sächsische Nutzung
Eine weitere Ausbau- und Belegungsphase erlebte die Wallanlage in sächsisch-fränkischer Zeit, worauf auch die oben erwähnten Lokalitäten deuten. Die Benennung der Befestigungsanlage soll nach dem sächsischen Kontrahenten Karls des Großen, Wittekind, erfolgt sein. Eine erste Bezeichnung als Wedegenborck ist aus einer Kaiserurkunde des Jahres 993 überliefert.
Im Bereich der Wittekindsburg wurde im 10. Jahrhundert zunächst eine Einsiedelei gegründet, bevor dort dank der Förderung des Mindener Bischofs Milo (969–996 im Amt) ein Nonnenkloster gegründet werden konnte. Diesem Zeitraum wurden auch die Fundamente der Kreuzkirche auf dem Wittekindsberg zugeordnet, die 1996 mit weiteren Mauerresten entdeckt wurden. Sie wurden freigelegt und durch die archäologischen Forschungen begleitet. Um diese Ausgrabungen zu schützen, ist über dem Bodendenkmal ein gläserner Schutzbau errichtet worden.
Die Anlage wurde 1907 zum ersten Mal von Friedrich Langewiesche erforscht. In der Zeit des Nationalsozialismus fanden an der Margarethenkapelle und auf dem daneben gelegenen Sportplatz Wettkämpfe statt.

## Naturschutz
Das Areal der Wittekindsburg steht – mit Ausnahme des am östlichen Ende gelegenen Bereichs mit Gaststätte, Drachenfliegerrampe und Kreuzkapelle – unter Naturschutz. Es liegt im FFH-Gebiet Wälder bei Porta Westfalica (Kennung DE-3719-301). Der südliche, zu Porta Westfalica gehörende Flächenanteil liegt außerdem im Naturschutzgebiet Wittekindsberg.